# Schumanns Garten

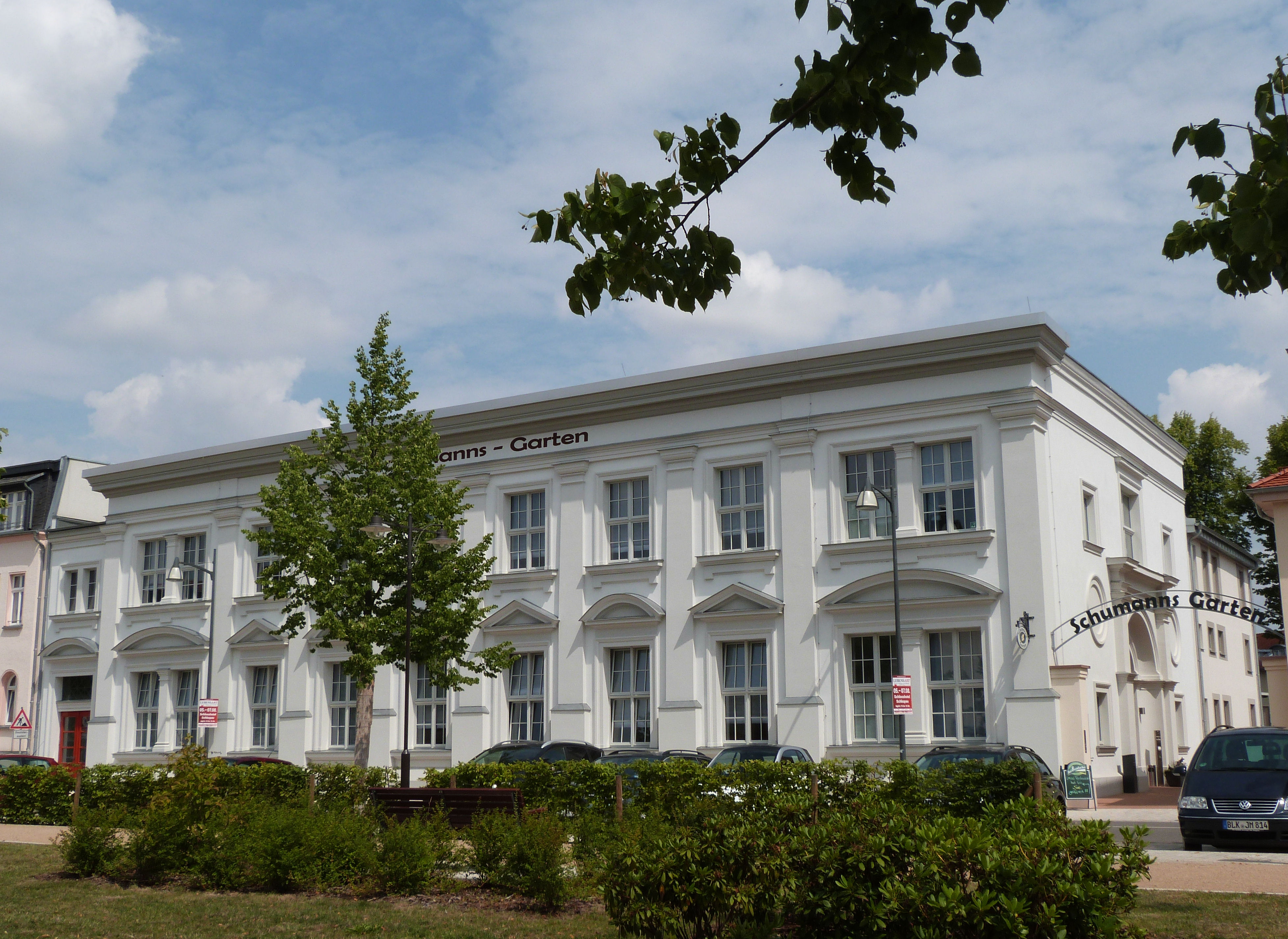
Gaststätte Schumanns Garten

Schumanns Garten ist ein denkmalgeschütztes Gebäude in der Stadt Weißenfels in Sachsen-Anhalt. Im örtlichen Denkmalverzeichnis ist das Gebäude unter der Erfassungsnummer 094 86687 als Baudenkmal verzeichnet.
Bei dem Gebäude mit der Adresse Promenade 11 in Weißenfels handelt es sich um eine ehemalige Gaststätte. Das Gebäude wurde nach seinem ersten Besitzer benannt mit der Anspielung auf die dazugehörige Gartenanlage mit Musikpavillon. Es wird vermutet, dass das Gebäude 1870 erbaut wurde. Es verfügte über mehrere große Säle, die von verschiedenen Vereinen als Stammhaus genutzt wurden, und eine Kegelbahn. Während des Schuhmacherstreiks von 1905 gehörte das Gebäude zu den Hauptversammlungsorten der Streikenden. Im Zweiten Weltkrieg befand sich ein Lazarett im Großen Saal, trotzdem wurde das Gebäude beim Artilleriebeschuss 1945 beschädigt. Später wurde das Gebäude von der Volkssolidarität und einer Kinderkrippe genutzt. Das Gebäude wurde dann zu einem Hotel und barrierefreien Tagungszentrum umgebaut.